# Liste der Äbte von Dunfermline

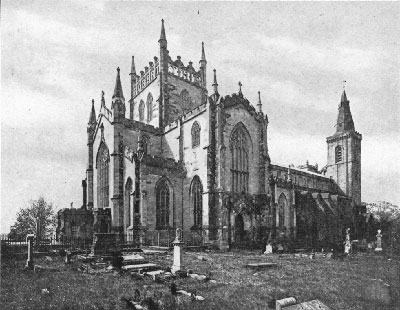
Dunfermline Abbey, um 1919

Der Prior, später Abt, ab 1500 schließlich Commendator von Dunfermline war der Vorsitzende der monastischen Gemeinschaft in der Dunfermline Abbey, nahe Fife. Die Abtei selbst wurde 1128 während der Herrschaftszeit von David I., wahrscheinlich von seiner später heiliggesprochenen Frau Margareta begründet. Aber bereits zuvor hatte es dort kirchliches Leben gegeben. So hatte Malcolm III. mit der Hilfe von Benediktinern aus Canterbury in Dunfermline eine Kirche erbauen lassen. Während der Herrschaft von Edgar wurden Mönche in die Region und sein Nachfolger Alexander I. wurde in einem Brief um Schutz für diese Mönche gebeten. Der erste erwähnte Prior von Dunfermline ist ein gewisser Peter, der um 1120 eine Delegation von Alexander I. nach Canterbury begleitete. Im 16. Jahrhundert wurde die Abtei säkularisiert und ab diesem Zeitpunkt von einem Kommendator geleitet. In der zweiten Hälfte des 16. Jahrhunderts wurde der Landbesitz der Abtei nach und nach weltlichen Herrschaften eingegliedert. Im Juli 1593 schließlich übernahm die Krone die Abtei.

## Liste der Vorsteher der Dunfermline Abbey
Nachfolgend eine Liste der bekannten Vorsteher der Dunfermline Abbey, chronologisch und nach Amtsbezeichnung sortiert.

## Priore
- Peter, 1120

## Äbte
- Geoffrey von Canterbury (1128–1154)
- Geoffrey II. (1154–1178)
- Archibald (1178–1198)
- Robert de Berwick (1198–1202)
- Patrick (1202–1217/1223)
- William I. (1223)
- William II. (1223/1226–1238)
- Geoffrey III. (1238–1240)
- Robert de Keldeleth (1240–1252), er trat vom Posten zurück und trat in ein Zisterzienserkloster ein, später wurde er Abt von Melrose
- John (1252–1256)
- Matthew (1256)
- Simon (1267–1275)
- Radulf de Greenlaw (1275–1296)
- Hugh (1304/1306–1313)
- Robert de Crail (1314–1328)
- Alexander Ber (1328/9–1350/1351)
- John Black (1351)
- John de Stramiglot (1351–1383/1388)
- William de Angus (1383)
- John de Torry (1388–1409)
- William de St Andrews (oder auch: Anderston) (1413–1426), war zuvor Prior von Urquhart
- Robert de Scotland (1418–1419)
- William Brown (1427)
- Andrew de Kirkcaldy (1427–1444)
- Richard de Bothwell (1444–1468), war zuvor Abt von Paisley
- Alexander Thomson (um 1470)
- Henry Crichton (1471–1482), war zuvor Abt von Paisley
- Adam Cant (1483–1490)
- George Crichton (1490–1500), nach dem Tod beanspruchten mehrere Personen das Amt des Abtes und Crichton erhielt erst 1469 seine päpstliche Bestätigung
  - Raffaele Riario (1491–1492), Gegenkandidat zu George Crichton
  - Robert Swinton (1492), Gegenkandidat zu George Crichton
  - Thomas Cranston (1492), Gegenkandidat zu George Crichton; war zugleich Abt von Jedburgh
  - Andrew Pictoris (1492), Gegenkandidat zu George Crichton; war zugleich Bischof von Orkney

## Kommendatarabt
- James Stewart, 1. Duke of Ross (1500–1504), Sohn von König James III.
- Gilbert Strachan (1504)
- James Beaton (1504–1509), wurde 1508 zum Bischof von Galloway gewählt, behielt die Position des Abtes aber bis zu seiner Ernennung als Erzbischof von Glasgow 1509
- Alexander Stewart (1509–1513), wurde zum Commendator ernannt während er Erzbischof von St Andrews war
- James Hepburn (1513–1516), trat zurück, als er zum Bischof von Moray ernannt wurde
- Peter de Accoltis (1514)
- Andrew Forman (1514–1521), hatte den Vorstand zugleich mit dem Erzbistum von St Andrews inne
- James Beaton II. (1522–1539), übernahm den Vorstand, als er das Erzbistum St Andrews von Andrew Forman übernahm
- George Durie (1526/39–1572)
- Robert Pitcairn (1553/72–1584)
- Henry Pitcairn (1582/4–1593)
  - Patrick, Master of Gray (1585–1587), Gegenkandidat zu Henry Pitcairn
  - George Gordon, 1. Marquess of Huntly (1587), Gegenkandidat zu Henry Pitcairn